# Euchiloglanis kishinouyei
Euchiloglanis kishinouyei är en fiskart som beskrevs av Kimura, 1934. Euchiloglanis kishinouyei ingår i släktet Euchiloglanis och familjen Sisoridae. Inga underarter finns listade i Catalogue of Life.